# أليتا ياكوبس
أليتا هنرييت ياكوبس (وُلدت 9 فبراير  1854- تُوفيت 10 أغسطس 1929) هي طبيبة هولندية وناشطة مناصرة لحق النساء في التصويت. باعتبارها أول امرأة تلتحق رسميًا بالجامعة الهولندية، أصبحت ياكوبس واحدة من أوائل الطبيبات في هولندا. في عام 1882، أسست ياكوبس أول عيادة لتحديد النسل في العالم، وكانت رائدة في الحركات النسائية الهولندية والدولية. قادت ياكوبس حملات تهدف إلى إلغاء الضوابط التنظيمية لممارسة الدعارة، وتحسين ظروف عمل المرأة، وتعزيز السلام، والمطالبة بحق المرأة في التصويت.
وُلدت ياكوبس في أواسط القرن التاسع عشر، وكانت تتوق إلى أن تصبح طبيبة كوالدها. على الرغم من العوائق القائمة، كافحت ياكوبس من أجل الالتحاق بالتعليم العالي، وتخرجت في عام 1897 بأول دكتوراه في الطب تحصل عليها امرأة في هولندا. بتقديمها الخدمات الطبية للنساء والأطفال، أعربت ياكوبس عن قلقها إزاء صحة العاملات، واعترفت بأن استقرارهن الاقتصادي يتعرض للخطر، لأن القوانين لا توفر حماية كافية لصحتهن. افتتحت ياكوبس مستوصفًا مجانيًا لتثقيف النساء الفقيرات بشأن النظافة الصحية ورعاية الأطفال، وفي عام 1882 وسعت نطاق خدماتها لتشمل توزيع المعلومات والأجهزة المتعلقة بمنع الحمل. رغم أنها استمرت في ممارسة الطب حتى عام 1903، وجهت ياكوبس اهتمامها على نحو متزايد إلى العمل النضالي بهدف تحسين حياة النساء.
منذ عام 1883، عندما تحدت ياكوبس السلطات لأول مرة بشأن حق المرأة في التصويت، سعت جاهدة طيلة حياتها إلى تغيير القوانين التي تحد من فرص حصول المرأة على المساواة. نجحت في حملتها لوضع قوانين تفرض فترات انقطاع إلزامية فيما يخص العاملين في مجال التجارة، وفي الحصول على التصويت للنساء الهولنديات في عام 1919. بالاشتراك في الحركة النسائية الدولية، سافرت ياكوبس إلى جميع أنحاء العالم للتحدث عن قضايا المرأة وتوثيق الوضع الاجتماعي الاقتصادي والسياسي للمرأة. كان لها دور فعال في إنشاء الرابطة النسائية الدولية للسلم والحرية، وشاركت على نحو فعال في حركة السلام. تُعرف ياكوبس على المستوى الدولي بإسهاماتها في مجال وضع المراة وحقوقها.

## النشأة والتعليم (1854-1879)
وُلدت أليتا هنرييت ياكوبس في 9 فبراير 1854 في سابيمير، هولندا، لوالدتها آنا دي جونغ ولوالدها أبراهام ياكوبس. كانت أليتا ثامن فرد من بين 11 ابن وُلدوا في عائلة ذات تاريخ يهودي مدمج. كان والدها طبيبًا، وقد نالت منه شغفها بالطب منذ صغرها. التحقت بمدرسة القرية وتعلمت أشغال الإبرة، وأنهت تعليمها سنة 1867. في ذلك الوقت، لم تكن هناك فرص تعليمية للنساء بعيدًا عن مدارس الإنهاء. التحقت بواحدة من تلك المدارس وحضرت مدة أسبوعين، لكنها وجدت بأنها مدارس «سخيفة» ومضيعة للوقت. لمواصلة تعليمها، عملت ياكوبس خياطة متدربة ودرست في المنزل، حيث علمتها أمها اللغتين الفرنسية والألمانية. إضافة إلى ذلك، علمها والدها اليونانية واللاتينية.
بسبب رغبتها في أن تصبح طبيبة كوالدها، واجهت ياكوبس صعوبات وتحديات، إذ لم يكن التعليم العالي في هولندا في القرن التاسع عشر مفتوحًا للطالبات. شجعت إحدى صديقات الأسرة، وهي اختصاصية الصحة ليفي ألي كوهين، ياكوبس على أن تصبح مساعدة صيدلانية، بعد معرفتها أنه في عام 1869 سُمح لإحدى النساء بإجراء الاختبار. استعدت ياكوبس للاختبار، فدرست مع والدها، وشقيقها سام، الذي كان صيدلانيًا، ومع كوهين، واجتازت الاختبار في يوليو 1870، وحصلت على شهادة. شجتعها كوهين وصمويل سيغموند روزنشتاين، رئيس جامعة خرونينغن، على مواصلة دراستها مدة سنتين استعدادًا لامتحان القبول في الجامعة. حصلت على إذن من جاي. دابليو. إيه رينسن، مديرة مدرسة غيكس هوغير برغر (المدرسة الوطنية الثانوية العليا) في سابيمير، للاستماع إلى الفصول الدراسية، فأصبحت بذلك أول امرأة هولندية تلتحق بالمدرسة الثانوية. عندما علمت ياكوبس بأن طالبًا -كان قد اجتاز امتحانه في الصيدلة- قُبل في الجامعة على أساس شهادته، كتبت رسالة سرية إلى رئيس مجلس وزراء هولندا، يوهان رودولف ثوربيك. طلبت الإذن ببدء دراستها الجامعية قبل اجتياز امتحان القبول، ومنحها ثوربيك موافقة مؤقتة للحضور بصفتها طالبة تحت الاختبار مدة سنة واحدة.
في 20 أبريل 1871، التحقت ياكوبس بالجامعة، مدركة بأن قدرة النساء الأخريات على مواصلة التعليم تتوقف على أدائها. في غضون أشهر، وصل خبر إلى والدها مفاداه أن ثوربيك مصاب بمرض مميت، لذلك أصرّ والدها، أبراهام، على السماح لابنته بالتسجيل للدراسة دون فترة اختبار. في 30 مايو 1872، بعد موت ثوربيك، تلقت ياكوبس إخطارًا رسميًا بقبولها لتكون طالبة في كلية الطب. على الرغم من فترات المرض، اجتازت ياكوبس الجزء التمهيدي من امتحان الترخيص في 12 أبريل 1877 والاختبار النهائي في 3 أبريل 1878. بالحصول على رخصة من الدولة للعمل طبيبة عام في عام 1878، بدأت ياكوبس العمل في إعداد أطروحتها لنيل شهادة الدكتوراه، التي كان موضوعها تحديد موضع الأعراض الفسيولوجية والمرضية في المخ. في ذلك الوقت، لم يكن المخ قد دُرس على نحو كافٍ، وكانت فسيولوجيا المخ اختيارًا غير عادي لرسالة الدكتوراه. بتخرجها في 8 مارس 1879، كانت ياكوبس أول امرأة تلتحق بجامعة هولندية، وأول امرأة هولندية تحصل على شهادة طبية في البلاد، وأول امرأة تحصل على دكتوراه في الطب.
تلقت ياكوبس رسائل تهنئة عديدة، عندما ظهرت أخبار إنجازاتها في الصحف في كل أنحاء البلد. جاءت إحداهن من المصلح الاجتماعي، كاريل فيكتور غيريتسن، الذي شجعها وقدمها -بالنيابة عنها- إلى طبيبات أخريات. على الرغم من رفض أبيها، بدأت ياكوبس في مراسلة غيريتسن، بالرغم من أنهما لم يلتقيا فيما بعد عدة سنوات. بعد تخرجها، عززت تعليمها بمتابعة الطبيبات في مختلف المستشفيات في لندن، بما في ذلك مستشفى غريت أورموند ستريت، وكلية الطب للنساء في لندن، والمستشفى الجديدة للمرأة، حيث التقت بإليزابيث غاريت أندرسون، وهي أول امرأة تمارس الطب في إنجلترا، وأختها، ميليسنت فاوست. شاركت كلتا المرأتين بقوة في الكفاح من أجل حق المرأة في التصويت، فضلًا عن قضايا اجتماعية أخرى، بما في ذلك قضايا تحديد النسل. التقت ياكوبس أيضًا بالإصلاحيين الاجتماعيين أصحاب التوجه المماثل، مثل آني بيزنت، وتشارلز برادلاف، وتشارلز روبرت درايسدال، وجورج درايسدال، وأيضًا أليس فيغري التي أثرت في أفكارها بشأن الإصلاح الاجتماعي.

## وصلات خارجية
- أليتا جاكوبس على موقع الموسوعة البريطانية (الإنجليزية)
- مؤلفات Aletta Jacobs في مشروع غوتنبرغ
- أعمال أو نبذة عن أليتا ياكوبس على أرشيف الإنترنت